# Erich Ruprecht
Erich Ruprecht (* 7. Mai 1931 in Geistthal, Steiermark) ist ein österreichischer Bildhauer und Maler.

## Leben
Erich Ruprecht trug bis 1965 den offiziellen Namen Erich Ruprechter. Dann wurde auf Grund seiner Heirat mit Gerlinde der Name in Ruprecht geändert.
Ab 1946 besuchte er die Kunstgewerbeschule Graz als Schüler von Walter Ritter. Dieser wurde 1948 an die neu gegründete Kunstschule der Stadt Linz berufen und nahm seinen besten Schüler mit. Erich Ruprecht schloss mit Auszeichnung ab. 1956 begann er autodidaktisch zu malen.
1957 gründeten Josef Fischnaller, Engelbert Kliemstein, Otto Bejvl und Erich Ruprechter die Künstlergruppe Schableder. Nach den Tagebuchaufzeichnungen Kliemsteins zu schließen, war Ruprecht die treibende Kraft in dieser Gruppe. Er verließ diesen Zusammenschluss auch bereits 1958 und zog sich in die Steiermark zurück. Als Quasi-Eremit bewohnte er eine Hütte in der Nähe seines Geburtsortes, malte über 100 Ölbilder und fertigte zahlreiche Skizzen und Aquarelle an. Während dieser Zeit war er mit Kliemstein in Verbindung, der inzwischen die erste private Galerie in Linz nach 1945 gegründet hatte. Ruprecht stand kurz vor der Auswanderung nach Australien, änderte seine Meinung aber in letzter Minute, auch auf das Drängen Kliemsteins hin. Kliemstein überredete ihn, wieder nach Linz zurückzukehren und die neu gemalten Bilder auszustellen. Josef Fischnaller hatte neben dem ehemaligen Café Derfflinger (Linz, Nähe Landstraße) eine Ausstellungsmöglichkeit in einem zum Abriss bestimmten Haus gefunden.
Dort wurden im April 1960 über hundert Bilder des „derzeit völlig unbekannten Malers“ Erich Ruprechter ausgestellt. Bereits vor der Vernissage am 7. April 1969 ging ein anonymer Hinweis bei der Linzer Polizeidirektion ein, in dieser Ausstellung seien unzüchtige Bilder zu sehen. Die Vernissage war gut besucht, auch der Leiter der Neuen Galerie Linz, Walter Kasten, sowie der spätere Direktor des Stadtmuseums NORDICO, Georg Wacha, waren anwesend. Im Gästebuch der Galerie Kliemstein wird eine Liste der Besucher angeführt. Von Seiten der Stadt Linz wurde ein Bild angekauft.
Bereits am nächsten Tag wurde der Staatsanwalt tätig und besuchte die Ausstellung gemeinsam mit einem Journalrichter und dem Linzer Polizeipräsidenten. Diese Kommission kam überein, 11 Bilder aus der Ausstellung entfernen zu lassen. Als Begründung wurde ein Vergehen gegen das Schmutz- und Schundgesetz angeführt. Die Bilder wurden umgehend entfernt und in polizeilichen Gewahrsam genommen. Ein gerichtlicher Prozess folgte, bei dem Ruprechter keine unehrenhaften Absichten nachgewiesen werden konnten; er wurde freigesprochen. Derselbe Staatsanwalt, der die Beschlagnahme angeordnet hatte, legte jedoch eine Nichtigkeitsbeschwerde ein. Deshalb musste der Prozess nach Wien verlegt werden, auch die Bilder wurden dorthin verbracht.
Der Nichtigkeitsbeschwerde wurde aus formellen Gründen stattgegeben, der Prozess am Jugendgericht Wien wieder aufgenommen. Dem mittellosen Ruprecht war es nicht möglich, seine Interessen zu vertreten. 1962 wurde er wegen des Verbrechens der gewerblichen Erzeugung von pornografischen Materialien sowie dem Vergehen nach dem Jugendschutzgesetz rechtskräftig verurteilt. Auf Grund seines tadellosen Lebenswandels wurde die verhängte Strafe von einem Monat schweren Arrestes zur Bewährung auf drei Jahre ausgesetzt. Die Bilder wurden für verfallen erklärt.
1961 verstarb Engelbert Kliemstein an den Folgen eines Autounfalles. Ruprecht hatte damit seinen streitbaren Galeristen verloren.
1970 bezog der Künstler sein Atelier in der Linzer Kreuzstraße, nachdem er drei Jahre im Egon-Hofmann-Haus (Im Dörfl) gearbeitet hatte. Dort schuf er eine Reihe von lebensgroßen Bronzeplastiken und raumfüllenden Triptychen, die zum Teil erst einmal öffentlich ausgestellt waren.
1995 lief unter dem Titel „Mitte 60“ eine Ausstellung der drei Künstler Fritz Aigner, Josef Fischnaller und Erich Ruprecht in der Oberösterreichischen Landesgalerie (damaliger Direktor: Peter Assmann). In einer Installation (leere Wand mit 11 Nägeln sowie der Anklageschrift) wurde dabei die oben genannte Bilder-Beschlagnahme thematisiert.
Im selben Jahr wurde ein Mitarbeiter der städtischen Kulturbehörde im „Pornokammerl“ des österreichischen Innenministeriums fündig. Die Bilder waren, erstaunlicherweise, nicht vernichtet worden. Fünf Jahre danach wurden sie auf Betreiben des Bürgermeisters Dobusch durch einen Gemeinderatsbeschluss dem Künstler wieder übereignet. Die Geschichte der beschlagnahmten Bilder und des Prozesses ist in einer Publikation minutiös aufgeführt.
Ruprecht war kurz Mitglied des Künstlerbundes MAERZ und ist Mitglied der Mühlviertler Künstlergilde. Seine Bronzeplastiken sind in Linz an einigen öffentlichen Plätzen zu sehen. Er lebt in Linz in Oberösterreich.

## Ausstellungen
Ausstellungen und Beteiligungen hatte Erich Ruprecht in Linz, Oberösterreich, Wien, Graz, Salzburg, Liechtenstein, Schweden und Deutschland.